# Nobuko
Pour plus de détails, voir Fiche technique et Distribution.
Nobuko (信子, Nobuko) est un film japonais de Hiroshi Shimizu sorti en 1940.

## Synopsis
Nobuko arrive de province pour enseigner dans une école pour filles. Elle est hébergée par sa tante Okei qui tient une maison de geisha et ne l'a pas revue depuis des années. La directrice de l'école confie à Nobuko les cours d'éducation physique et lui conseille de se départir de son fort accent provincial. Les débuts d'enseignante de Nobuko sont compliqués, moquée par les élèves pour son accent, elle est particulièrement en difficulté avec Eiko Hosokawa, une jeune fille turbulente et effrontée qui lui tient ouvertement tête. Nobuko n'obtient que peu de soutien de la part de ses collègues. Bien que les frasques d'Eiko soient connues de tous, son père est une personnalité haut placée et finance l'établissement. Nobuko est résolue à ne pas se laisser faire.

## Fiche technique
- Titre : Nobuko[1]
- Titre original : 信子 (Nobuko?)
- Réalisation : Hiroshi Shimizu
- Scénario : Yoshitomo Nagase d'après un roman de Bunroku Shishi
- Photographie : Yūharu Atsuta
- Montage : Yoshiyasu Hamamura
- Musique : Senji Itō
- Direction artistique : Minoru Esaka
- Sociétés de production : Shōchiku
- Pays d'origine :  Empire du Japon
- Langue originale : japonais
- Format : noir et blanc — 1,37:1 — 35 mm — son mono
- Genre : drame
- Durée : 91 minutes[2] (métrage : 10 bobines - 2 494 m[2])
- Dates de sortie :
  - Empire du Japon : 9 avril 1940[2]

## Distribution
- Mieko Takamine : Nobuko Komiyama
- Mitsuko Miura : Eiko Hosokawa, l'élève turbulente
- Fumiko Okamura : Sekiguchi, la directrice de l'école
- Masami Morikawa : Mlle Hosaka, la directrice adjointe
- Chōko Iida : Okei, la tante de Nobuko
- Sachiko Mitani : Chako, l'apprentie geisha
- Shin'yō Nara : M. Hosokawa, le père d'Eiko
- Mitsuko Yoshikawa : la belle-mère d'Eiko
- Misao Matsubara : Matsubara, la professeur de musique
- Eiko Takamatsu : Fusako Yoshioka, l'enseignante asthmatique
- Yaeko Izumo : Umezawa, enseignante
- Setsuko Shinobu : Yasuko Tezuka, enseignante
- Kimiyo Ōtsuka : Iwasaki, enseignante
- Tsuruko Kumoi : Keiko Akiyama, enseignante
- Shinobu Aoki : Hanako Yamagushi, enseignante
- Shin'ichi Himori : le voleur dans le dortoir